# Euriphene luteostriata
Euriphene luteostriata är en fjärilsart som beskrevs av Bethune-Baker 1908. Euriphene luteostriata ingår i släktet Euriphene och familjen praktfjärilar. Inga underarter finns listade i Catalogue of Life.